# Tayanna
Татья́на Миха́йловна Решетня́к (укр. Тетяна Михайлівна Решетняк; род. 29 сентября 1984, Черновцы, Украинская ССР), более известная под псевдонимом TAYANNA, — украинская певица и автор-исполнитель. Экс-солистка группы «Горячий шоколад». Участница конкурса «Голос страны» и национального отбора Украины на «Евровидение» 2017 и 2018 годов. Продюсером исполнительницы является клипмейкер Алан Бадоев.

## Биография

### Ранние годы
Отец — гуцул родом из Ивано-Франковской области, мать — наполовину румынка, выросла в Хмельницкой области. Имеет троих младших братьев Михаила, Богдана и Тараса. Двое — близнецы, работают кондитерами. Михаил — исполнитель Миша Марвин
В 8 лет пошла в музыкальную школу, училась играть на аккордеоне; однако бросила, проучившись год. По собственному свидетельству, в тринадцать лет начала заниматься вокалом профессионально. Училась в гуманитарной гимназии в Черновцах и в Киевском национальном университете культуры и искусств. Со второго курса сотрудничала с Климашенко. Выступала на концертах Михаила Поплавского. Петь на бэк-вокале с группой «Сливки» и «Премьер-министр», работала с Николаем Басковым, Натальей Могилевской, Ани Лорак, Тиной Кароль. Сочиняла песни, писала тексты, музыку". (С Климашенко познакомилась случайно на Крещатике; станет его музой, имела с ним романтические отношения, хотя он был женат: "Он действительно много чему меня научил. Я с ним начала писать первые песни".)

### Карьера
В 2000 году на фестивале «Черноморские игры» в Скадовске заняла 3-е место. В 2001 году со своим ансамблем выступала перед Папой Римским Иоанном Павлом II.
С 2008 года солистка группы «Горячий шоколад». Являлась соавтором многих композиций коллектива, в основном выступала как автор слов. В 2009 году коллектив стал финалистом украинского отбора на «Евровидение». Ушла из группы в 2011 году. 
В 2016 году с марта по конец года Татьяна Решетняк стала участница группы "Инь-Ян", она заменяла из-за беременности участницу Татьяну Богачёву. Группа уже знала Татьяну раньше, так как на "Фабрика Звёзд", она им писала песни совместно с Константином Меладзе. В конце 2016 года Богачёва вернулась, а Решетняк ушла. За ней ушёл и Сергей Ашихмин.
В декабре 2017 года Tayanna на одной из крупнейших украинских музыкальный премий «M1 Music Awards 2017» получила статуэтку в номинации «Прорыв года».
17 января стало известно, что Татьяна Решетняк примет участие в отборе на Евровидение 2017 от Украины с песней «I Love You» — английской версией песни «Осень». Выиграла полуфинал. Получив максимальную оценку жюри, и 3 место по голосам зрителей, заняла 2 место, уступив группе O.Torvald.
13 декабря 2018 года TAYANNA Tayanna решила принять участие в отборе на «Евровидение 2018», с украиноязычной песней «Леля». В полуфинале получила 9 баллов от жюри (максимальный балл) и 7 баллов от зрителей, заняв второе место и пройдя в финал отбора. В финале также получила максимальный балл от жюри (6 баллов) и 4 от зрителей, заняв вновь второе место.
В 2019 году участвовала в теле-проекте «Танцы со звёздами».
26 июня 2020 года представила мини-альбом «Жіноча сила», в который вошли пять песен.
В 2021 году принимала участие в музыкальном проекте «Маска» на телеканале «Украина».
В феврале 2022 года осудила вторжение России на Украину. 

### Личная жизнь
Была замужем. Есть сын Даниэль (род в 2013).
Верующая.

## Работы

### Дискография
Студийный альбом
| Название           | Информация                                                                             |
| ------------------ | -------------------------------------------------------------------------------------- |
| «9 песен из жизни» | - Релиз: 13 июля 2016 - Лейбл: Media Land / СК Продакшн - Формат: цифровая дистрибуция |

Мини-альбомы
| Название            | Информация                                                                                            |
| ------------------- | --- |
| «TAYANNA. Портреты» | - Релиз: 30 ноября 2016 - Лейбл: Media Land / СК Продакшн - Формат: цифровая дистрибуция              |
| «Тримай мене»       | - Релиз: 17 ноября 2017 - Лейбл: Best Music - Формат: цифровая дистрибуция                            |
| «Жіноча сила»       | - Релиз: 26 июня 2020 - Лейбл: Secret Service Digital & Publishing LTD - Формат: цифровая дистрибуция |

Синглы
- 2014 — «Забудь»
- 2014 — «Если ты ждёшь»
- 2014 — «Знаю и верю»
- 2016 — «9 Жизней»
- 2016 — «Осень»
- 2016 — «Люблю»
- 2017 — «I Love You»
- 2017 — «Не люби»
- 2017 — «Грешу»
- 2017 — «Шкода»
- 2018 — «Леля»
- 2018 — «Фантастична жінка»
- 2019 — «Очi»
- 2019 — «Чорнобривцi» (feat. Миша Марвин)
- 2019 — «Як плакала вона»
- 2019 — «Без тебе» (feat. LAUD)
- 2019 — «Дельфiни»
- 2019 — «До мами»
- 2020 — «Жіноча сила»
- 2020 — «Ейфорія»
- 2020 — «Плачу і сміюся»
- 2021 — «Моя земля» (feat. Jamala)
- 2022 — «Теа»
- 2022 — «Гори»
- 2022 — «Дороги»
- 2022 — «Вишиванка» (feat. VERA)

### Видеография
| Год  | Клип                                  | Режиссёр                   | Альбом                    |
| ---- | ------------------------------------- | -------------------------- | ------------------------- |
| 2014 | «Знаю и верю»                         | Е.Москаленко, Р.Онуфрийчук | без альбома               |
| 2016 | «9 Жизней»                            | Алан Бадоев                | «TAYANNA. Портреты»       |
| 2016 | «Осень»                               | Алан Бадоев                | «TAYANNA. Портреты»       |
| 2016 | «Люблю»                               | Алан Бадоев                | «TAYANNA. Портреты»       |
| 2017 | «Не люби»                             | Алан Бадоев                | «TAYANNA. Портреты»       |
| 2017 | «Грешу»                               | Алан Бадоев                | «TAYANNA. Портреты»       |
| 2017 | «Шкода»                               | Алан Бадоев                | «Тримай мене»             |
| 2018 | «Кричу»                               | Алан Бадоев                | «Тримай мене»             |
| 2018 | «Фантастична жінка»                   | Алан Бадоев                | без альбома               |
| 2020 | «Ейфорія» (feat. Женя Кот & Влад Яма) | Таня Муиньо                | отрывок из мюзикла «Ритм» |
| 2020 | «Жіноча cила»                         | Алан Бадоев                | «Жіноча сила»             |
| 2020 | «Ейфорія»                             | Алан Бадоев                | «Жіноча сила»             |
| 2020 | «100 днiв»                            | Алан Бадоев                | «Жіноча сила»             |
| 2020 | «Вийди на свiтло»                     | Алан Бадоев                | «Жіноча сила»             |
| 2020 | «Плачу і сміюся»                      | Алан Бадоев                | «Жіноча сила»             |
| 2021 | «Моя Земля» (feat. Jamala)            | Назар Дорош                | без альбома               |
| 2021 | «Темна вода» (Mood Video)             | Мария Сивякова             | без альбома               |
| 2022 | «Гори»                                | не указан                  | без альбома               |
| 2022 | «Дороги»                              | не указан                  | без альбома               |
| 2022 | «Вишиванка» (feat. VERA)              | Алексей Пархоменко         | без альбома               |

## Награды и премии
| Год  | Премия            | Номинация   | Результат    |
| ---- | ----------------- | ----------- | ------------ |
| 2015 | Голос Страны      |             | второе место |
| 2017 | M1 Music Awards   | Прорыв года | Победа       |
| 2018 | Золотая Жар-птица | Певица года | Победа       |
| 2018 | Золотая Жар-птица | Клип года   | Победа       |